# Saritschtschja (Chust)
Saritschtschja (ukrainisch Заріччя; russisch Заречье/Saretschje, slowakisch Záríčí, Zariča, ungarisch Alsókaraszló oder Zaricsa) ist ein Dorf in der Oblast Transkarpatien in der westlichen Ukraine mit etwa 4000 Einwohnern.
Der Ort wurde 1242 zum ersten Mal schriftlich erwähnt und liegt am Fluss Irschawa (Іршава) im Vorland der Waldkarpaten.
Bis 1919 gehörte der Ort zum Kaiserreich Österreich-Ungarn beziehungsweise Ungarn, danach als Teil der Karpato-Ukraine zur Tschechoslowakei. Mit der Annektierung kam er 1939–1945 wieder zu Ungarn, ab 1946 ist der Ort ein Teil der Ukrainischen Sozialistischen Sowjetrepublik beziehungsweise seit 1991 der Ukraine.

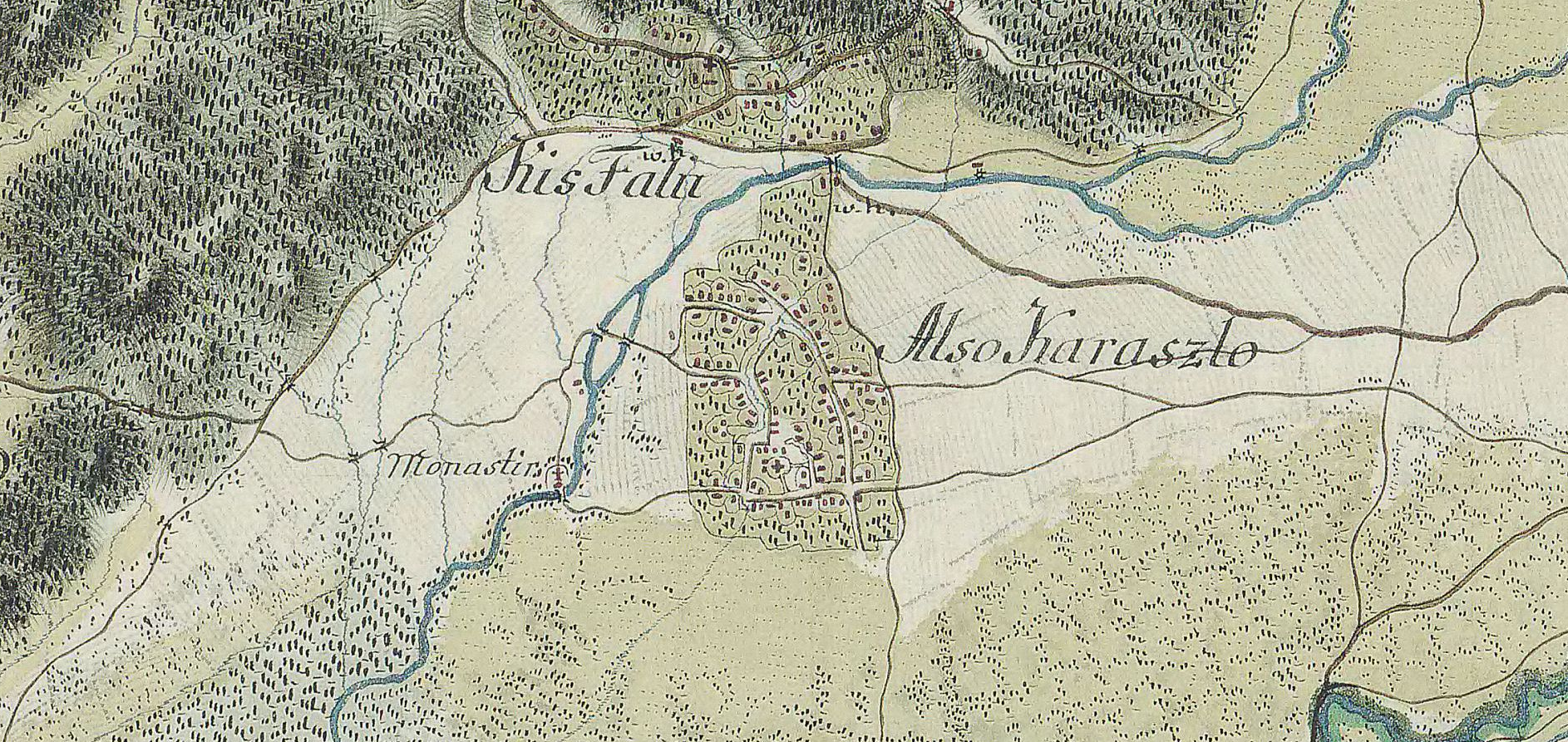
Kartenausschnitt mit dem Dorf in der Josephinischen Landesaufnahme

Am 12. Juni 2020 wurde das Dorf zusammen mit 3 umliegenden Dörfern zum Zentrum der neu gegründeten Landgemeinde Saritschtschja (Зарічанська сільська громада/Saritschanska silska hromada) im Rajon Chust. Bis dahin bildete es die Landratsgemeinde Saritschtschja (Зарічанська сільська рада/Saritschanska silska rada) im Rajon Irschawa.
Folgende Orte sind neben dem Hauptort Saritschtschja Teil der Gemeinde:
| Name                     | Name          | Name                                  | Name                | Name          | Name    |
| ukrainisch transkribiert | ukrainisch    | russisch                              | slowakisch          | ungarisch     | deutsch |
| ------------------------ | ------------- | ------------------------------------- | ------------------- | ------------- | ------- |
| Hreblja                  | Гребля        | Гребля (Greblja)                      | Hrebľa              | Felsőkaraszló | -       |
| Nyschnje Bolotne         | Нижнє Болотне | Нижнее Болотное (Nischneje Bolotnoje) | Nižný Šard          | Alsósárad     | -       |
| Wilchiwka                | Вільхівка     | Ольховка (Olchowka)                   | Vlachovo, Oljachova | Ölyvös        | -       |